# Il mercenario della morte
Il mercenario della morte (Gunslinger) è un film western statunitense del 1956 diretto da Roger Corman.

## Trama
Lo sceriffo di una piccola città nel vecchio West viene ucciso da alcuni banditi. La vedova Rosa Hood diventa il nuovo sceriffo cercando di "ripulire" la città e al contempo di indagare sugli assassini del marito. Si imbatte poi in Erica Page, ballerina del saloon, che sta acquistando terreni a buon mercato nella speranza che una ferrovia che attraversi il terreno venga costruita. Page assume Cane Miro, un criminale ricercato, per uccidere Rosa. Tuttavia, Miro, che è sentimentalmente coinvolto con Page, si innamora di Rosa.

## Produzione
Il film fu prodotto dalla Roger Corman Productions e girato all'Iverson Ranch e al Jack Ingram Ranch di Los Angeles, California. Fu girato in sette giorni durante i quali piovve ininterrottamente e molte scene previste in esterna furono girate in ambienti interni mentre per molte delle riprese esterne gli attori recitarono sotto un telo di copertura. L'attrice Allison Hayes ebbe un incidente mentre girava una scena a cavallo e si ruppe un braccio. Il regista Corman girò le successive scene con l'attrice in modo che non fosse visibile il braccio bendato.

## Distribuzione
Alcune delle uscite internazionali sono state:
- giugno 1956 negli Stati Uniti (Gunslinger)
- 18 marzo 1957 in Danimarca (Det knaldvilde vesten)
- 10 novembre 1958 in Svezia (Lejd mördare)
- 10 marzo 1959 in Giappone
- 28 luglio 1961 in Germania Ovest (Sonntag sollst du sterben)
- 1º dicembre 1961 in Finlandia (Vaeltava lainsuojaton)
- in Brasile (A Lei dos Brutos)
- in Spagna (El sheriff de Oracle)
- in Italia (Il mercenario della morte)
- in Finlandia (Lauantain luotisade)
- in Grecia (O tromokratis ton dytikon politeion; riedizione: Th' anoixo ton tafo sou me sfaires)

## Promozione
La tagline è: "Hired to kill the woman he loved!" ("Ingaggiato per uccidere la donna che amava!").

## Critica
Secondo il Morandini il film è un "insolito western [...] la cui lentezza non frena l'azione" e che ha un suo fascino per il "colore greve, sul nero e sul marrone".